# Route nationale 6 (Martinique)
Pour les articles homonymes, voir Route nationale 6.
La Route nationale 6, ou RN 6, est une route nationale française en Martinique de 35 km, qui relie Le Lamentin (où elle est connectée à sa [[route nationale 5 (Martinique)|RN 5]]) au Marin par la côte Atlantique via Le François et Le Vauclin au sud de l'île.

## Tracé
- Le Lamentin
- Fond Savane (Le François)
- Les Quatre Croisées (Le François)
- Le François
- Le Vauclin
- Le Marin, connectée à la RN 5

## Ouvrages d'art
- Pont Séraphin
- Pont de Palmistes

## Sites desservis ou traversés
- Le François : Habitation Clément (Distillerie Rhum du XVIIIe siècle), Musée de l'habitation Clément, Baignoire de Joséphine
- Le Vauclin : Musée de la Pêche
- Lac Saint-Pierre
- Parc naturel régional de la Martinique